# Mastigimas schwarzi
Mastigimas schwarzi är en insektsart som först beskrevs av Leonard D. Tuthill 1945.  Mastigimas schwarzi ingår i släktet Mastigimas och familjen Carsidaridae. Inga underarter finns listade i Catalogue of Life.